# 六本木共同ビル
六本木共同ビル(通称：六本木ロアビル)は、東京都港区六本木に存在している商業ビル。

## 概要
川崎定徳が所有していた底地に多数の借地権者との共同事業で建設され、1973年3月に竣工。地上13階地下3階建ての大型ビルで、ビリヤード場、インターネットカフェが入居している。
外苑東通りに面し、六本木の繁華街に存在しており、窓が多い特徴的な外観をしている。
1980年代後半の六本木ディスコブームを牽引し、2016年には20余の店舗を持つ「六本木横丁」が開業した。
しかし耐震性をクリアできず、各テナントが撤退を開始。
現在も一部のテナントが営業を続けており、ビルの具体的な解体時期は公表されていない。2025年1月現在、8階・9階に、株式会社WDIが本社を置いている。
尚、2003年に明るみになったスーパーフリー事件における輪姦の現場となった場所の一つがこのビルの11階であり、2012年9月2日に発生した六本木クラブ襲撃事件の現場はこのビルの2階である。
なお、六本木共同ビルの建つ土地は六本木五丁目西地区再開発街区に入っており、解体後の跡地は再開発される予定となっている。